# 실비 메이스
실비 메이스(Sylvie Meis, 1978년 4월 13일 ~ )는 네덜란드의 사회자, 모델이다.